# Harald Hen

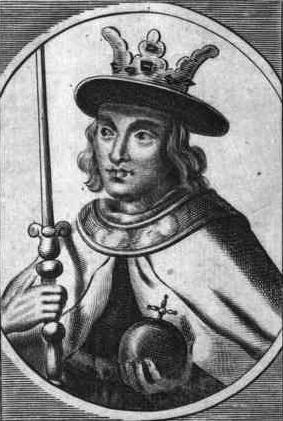
Harald Hen

Harald Hen (* 1041; † 17. April 1080) war von 1076 bis 1080 König von Dänemark. Sein Beiname „Hen“ bedeutet „Wetzstein“, was mit „weich“ assoziiert wurde. Der Beiname kann auch auf den schwertförmigen Wetzstein, wie er heute für Sensen gebraucht wird, hindeuten, im Vergleich zum richtigen Schwert unbrauchbar. Er ist offenbar von seinen Gegnern aufgebracht worden, denen er nicht kämpferisch genug war.  

## Leben
Er war der älteste, aber außereheliche Sohn seines Vorgängers Sven Estridsson und mit Margrete Asbjørnsdatter verheiratet. Er wurde zum zweiten König der von 1047 bis 1375 regierenden Dynastie Haus Estridsson. 
1069 nahm er an einem Feldzug nach England teil, wo die Dänen versuchten, Wilhelm den Eroberer mit Unterstützung von Einheimischen, die mit dessen Herrschaft unzufriedenen waren, wieder zu vertreiben. Das Heer war aber schlecht geführt und hatte der schweren Reiterei der Normannen nichts entgegenzusetzen. Der Zug blieb daher erfolglos.
Nach dem Tode von Sven Estridsson gab es zwei Thronanwärter: Harald Hen und seinen Bruder Knut der Heilige. 1076 kam es im nördlichen Seeland zur Wahl. Harald galt als friedliebend, Knut schien dagegen Dänemark in einen langwierigen Krieg mit den Normannen in England verstricken zu wollen. So wählten die Häuptlinge Harald zum König. Abgesehen von Konflikten mit seinen Brüdern Knut Svensson und Erik Ejegod war sein Regierungsstil auf Frieden bedacht. Er setzte die kirchenfreundliche Politik seines Vaters fort und suchte ein gutes Verhältnis zu Papst Gregor VII. Dieser bestärkte ihn im Konflikt mit seinen Brüdern. In Konflikten zwischen Häuptlingen und Bauern ergriff er oft die Partei der Bauern. Die großen Wälder des Kronguts wurden gegen den Widerstand des bisher allein berechtigten Adels für alle zugänglich und nutzbar gemacht. Im Rechtswesen schaffte er die Eisenprobe als Beweismittel ab. Er soll auch hinter jener Münzreform gestanden haben, die die neuere Forschung eher seinem Vater zurechnet. Es sind sechs  verschiedene Münztypen bekannt, die in Lund, Roskilde, Viborg, Slagelse und Thumatorp geprägt wurden. Mit ihm wird die Einführung des königlichen Münzmonopols, die Beschränkung der Prägestätten und die Einführung der Todesstrafe auf Münzfälschung verbunden.

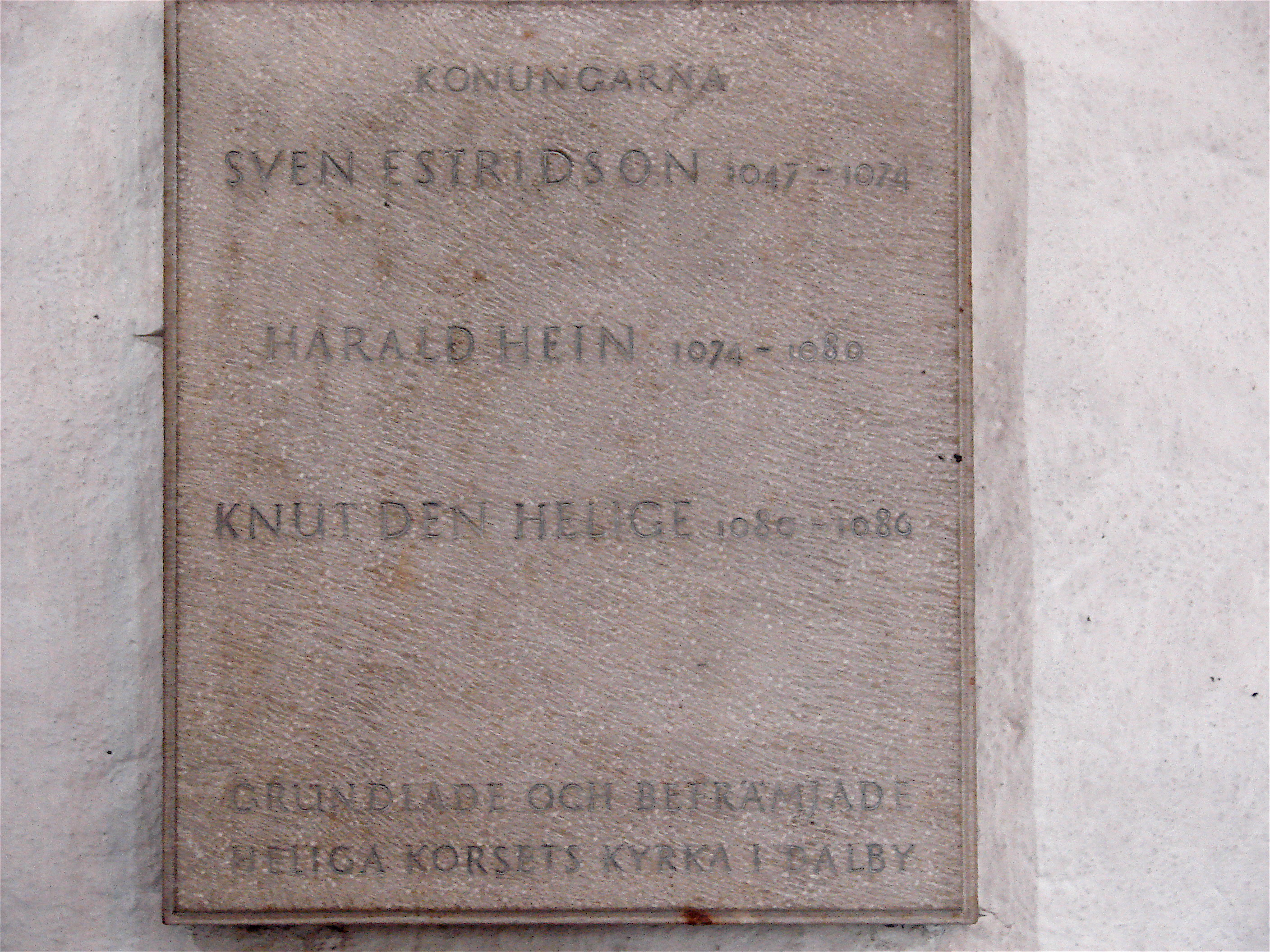
Grabstein von Harald Hen in der Kirche von Dalby

In den Quellen wurde er unterschiedlich bewertet: Die Roskilde-Chronik betrachtete ihn als einen rechtschaffenen König, Saxo Grammaticus als einen schwachen und wenig durchsetzungsfähigen. Später hielt man ihn für einen demokratischen König, ein König für das Volk, nicht über das Volk. In mancherlei Hinsicht hatte er Ähnlichkeit mit seinem Zeitgenossen Olav Kyrre von Norwegen.
Er starb ohne Nachkommen. Sein Grab befindet sich in der Kirche von Dalby in Schonen.